# Hamburger & Littauer

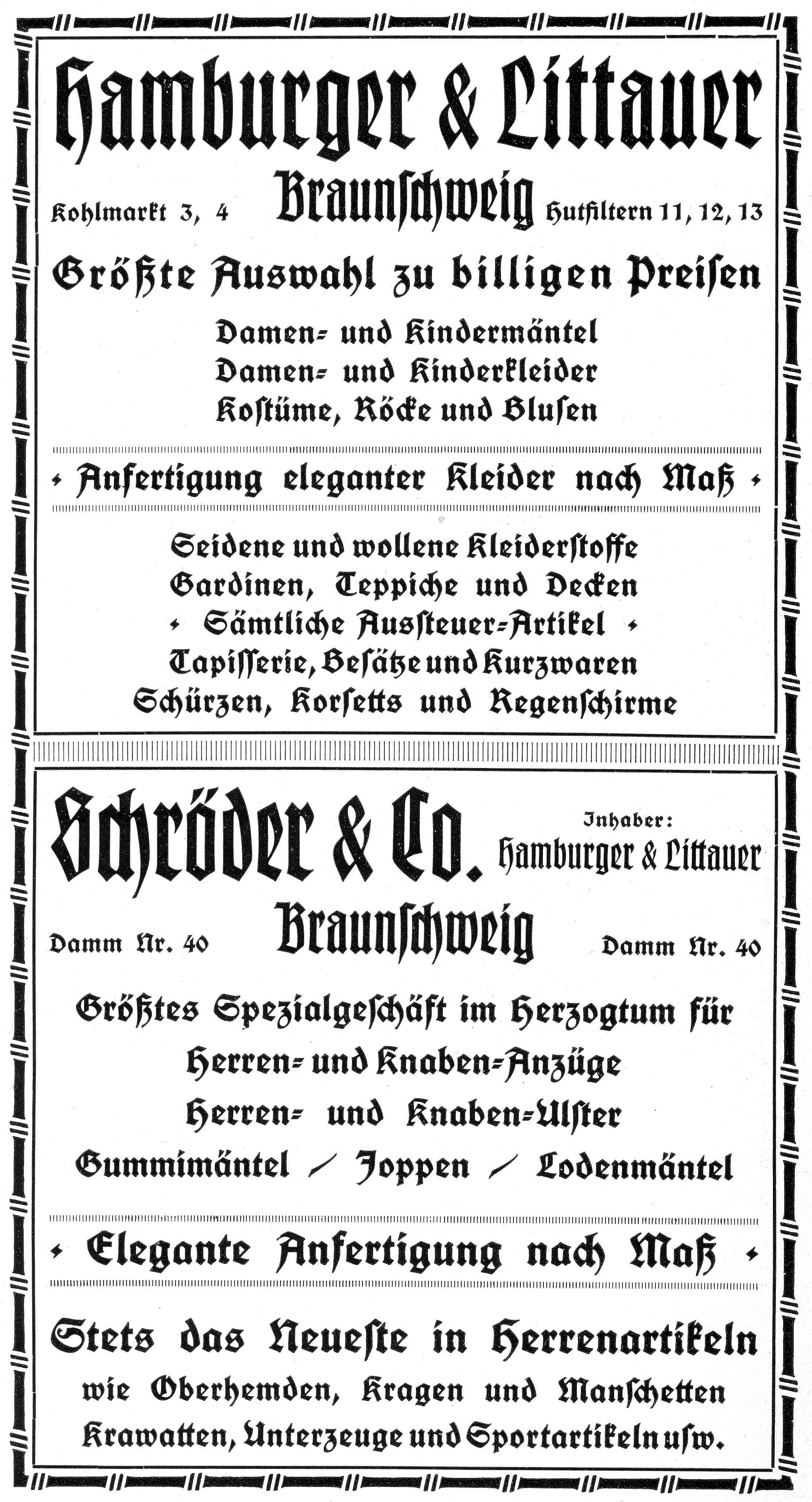
Werbung der beiden Kaufhäuser Hamburger & Littauer sowie Schröder & Co., um 1914.

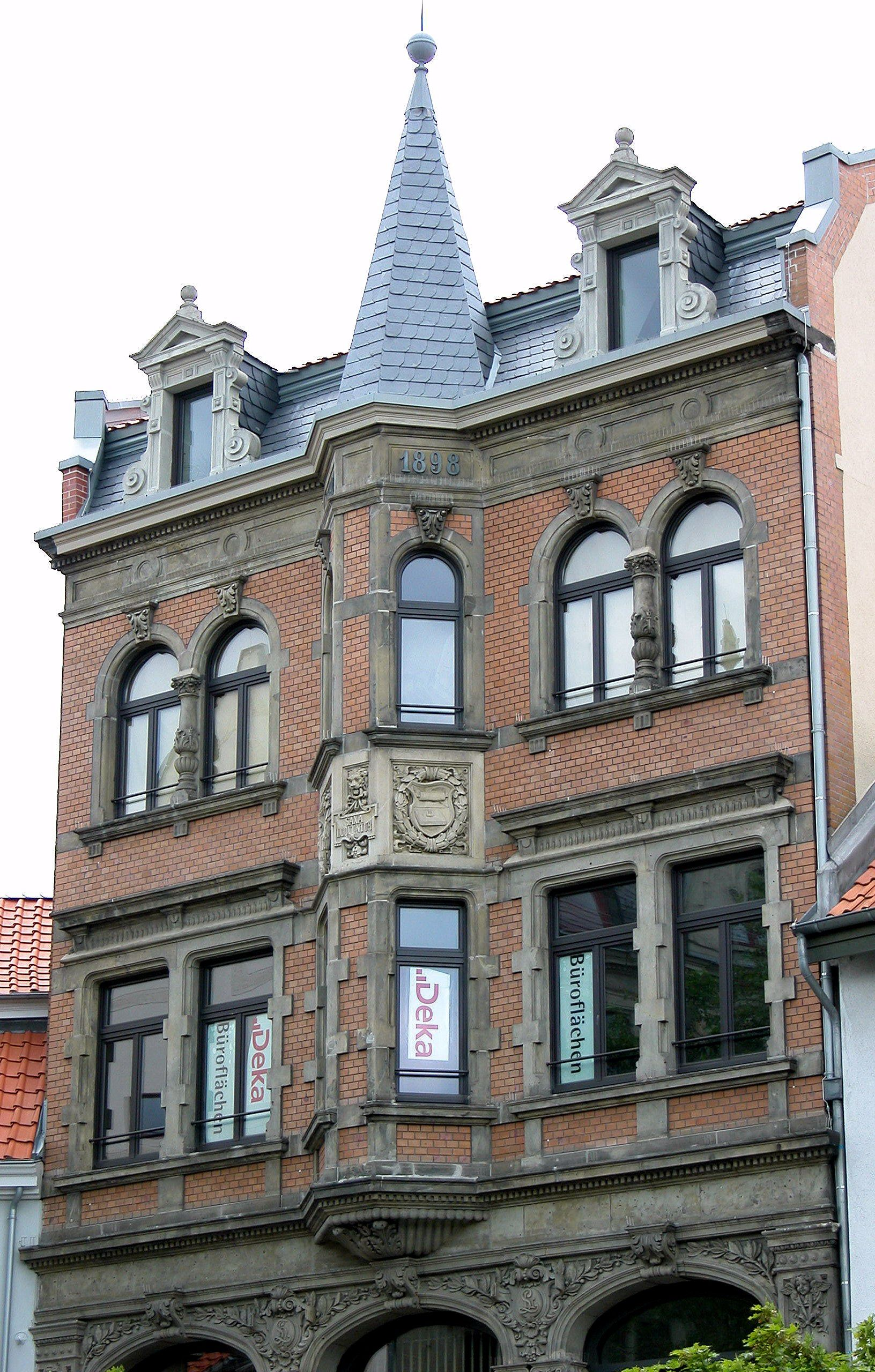
Kohlmarkt 3/4: Teil des Geschäftshauses Hamburger & Littauer. Im leeren Feld zwischen den Geschossen sind in der Nahansicht noch Bohrlöcher und Abdrücke der in Großbuchstaben angebrachten Beschriftung erkennbar, so das H ganz links und das R ganz rechts.

Hamburger & Littauer wurde 1888 in Braunschweig als Damenmodewaren- und Konfektionsgeschäft von den beiden jüdischen Kaufleuten Simon Hamburger († 1928) und Nathan Littauer (1862–1908) gegründet. Es bestand bis zu seiner „Arisierung“ unter den Nationalsozialisten im Jahre 1933.

## Unternehmensgeschichte (1888–1933)
Aufgrund des wirtschaftlichen Erfolgs wuchs das Unternehmen schnell und konnte bis zum Ausbruch des Ersten Weltkrieges erweitert werden. Die Geschäftsräume befanden sich Kohlmarkt 3/4 und Hutfiltern 11–13. Durch Übernahme des ortsansässigen  Herrenbekleidungsgeschäftes „Schröder & Co.“, Damm 40, vergrößerte sich die Firma weiter.
Das Fachwerk-Gebäude Kohlmarkt 3 wurde 1723 erbaut, Architekt war Hermann Korb. Das Haus wurde 1893 und 1924 umgebaut. Das Gebäude Kohlmarkt 4 wurde 1897/98 erbaut und wurde wenig später von der Firma Hamburger & Littauer genutzt.

## Zeit des Nationalsozialismus
Nach der Machtübernahme der Nationalsozialisten am 30. Januar 1933, sah sich Hamburger & Littauer genau wie andere „jüdische Geschäfte“ der Stadt (z. B. die in der Nähe befindlichen Kaufhäuser Adolf Frank und Karstadt) massiven Repressalien seitens des NS-Regimes ausgesetzt. So kam es am 11. März 1933 zum sogenannten „Warenhaussturm“ in Braunschweig, bei dem in Zivil gekleidete SS-Angehörige Schaufenster und Inneneinrichtungen jüdischer Geschäfte zerstörten. Am 1. April folgte deutschlandweit der sogenannte „Judenboykott“.

### Rosbach & Risse (1933–1992)

Logo um 1955

Inhaber der Firma Hamburger & Littauer waren zu dieser Zeit Paula Rosbach, die Christin war und Siegfried Fröhlich (1870–1940), ein Jude. Ab 1. Mai 1933 war das Unternehmen bereits „arisiert“ und trug nun den Namen „Rosbach & Risse“, nach den neuen Eigentümern Paula Rosbach und dem 1932 in die Firma eingetretenen NSDAP-Mitglied Friedrich Wilhelm Risse († 1967). Paula Rosbach soll versucht haben, Siegfried Fröhlich weiter im Unternehmen zu beschäftigen, doch schlug dies fehl. Fröhlich wurde der „Rassenschande“ angezeigt und inhaftiert. Nach seiner Entlassung emigrierte er nach Brüssel, wo er 1940 mittellos starb. Paula Rosbach war bereits am 1. Januar 1940 aus der Miteigentümerschaft des Geschäftes herausgedrängt worden. Risse war nun Alleininhaber.
Das Herrenbekleidungsgeschäft „Schröder & Co.“, hieß seit 7. März 1936 „Cloppenburg“. Der vormalige jüdische Eigentümer Felix Hamburger (1896–1963) hatte es an Heinz Cloppenburg verpachtet und zog im Frühjahr des Jahres zunächst nach Hamburg, um dann schließlich mit seiner gesamten Familie in die USA auszuwandern.

## Nachkriegszeit

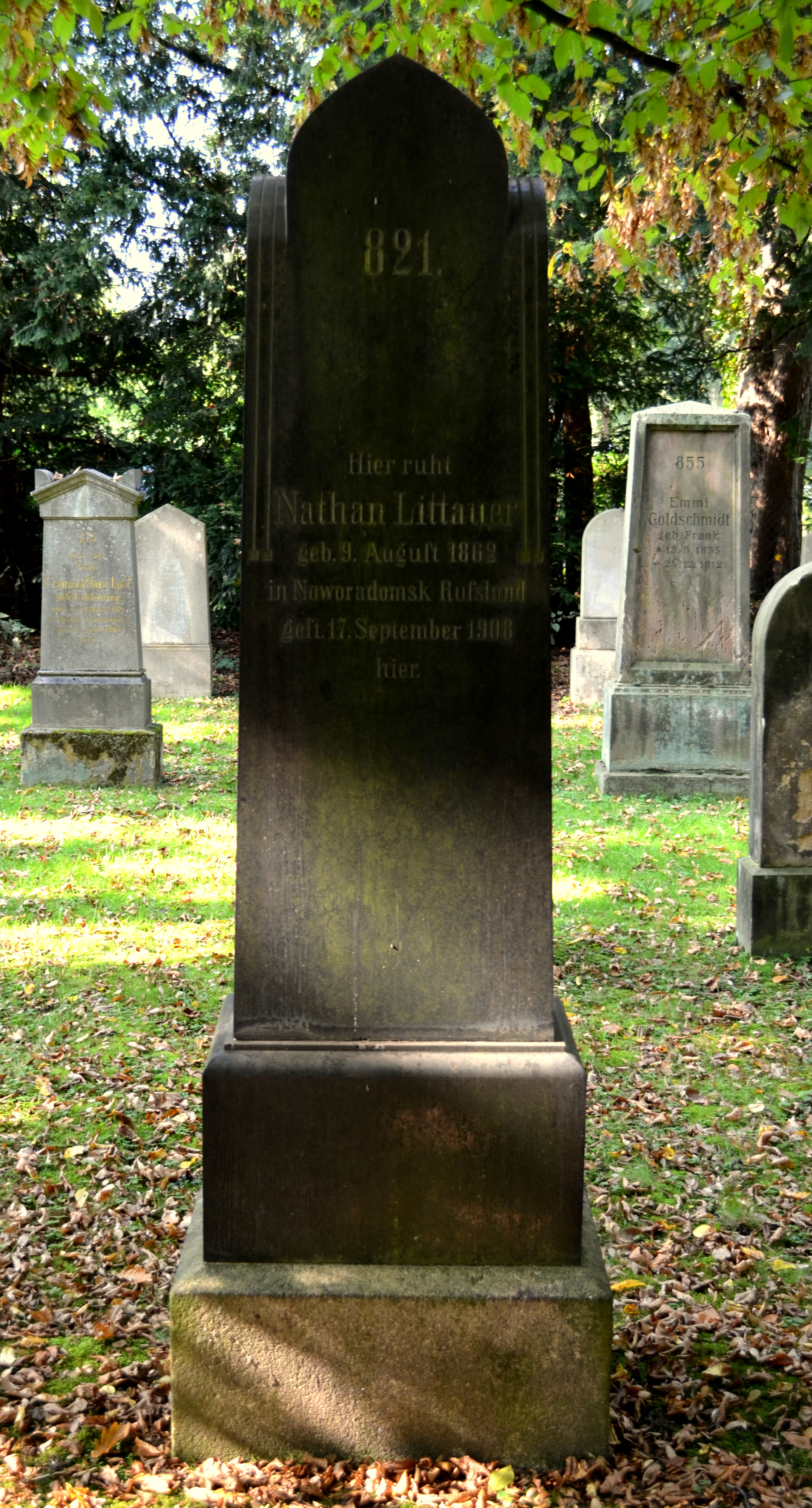
Grabstein von Nathan Littauer auf dem Jüdischen Friedhof, Helmstedter Straße

Da das Grundstück nach Ende des Zweiten Weltkrieges zunächst beschlagnahmt war, konnte Rosbach & Risse erst wieder 1952 am Kohlmarkt eröffnen. Nach dem Tode Friedrich Wilhelm Risses im Jahre 1967, wurde das Unternehmen zunächst noch von der Familie weiter geführt, jedoch schließlich 1992 an die Münchener „Konen Bekleidungshaus KG“ verkauft. Ende der 1990er Jahre wurde das Unternehmen in Braunschweig aufgelöst.